# مكورات عنقودية ذهبية مقاومة للميثيسيلين
المكورات العنقودية الذهبية المقاومة للميثيسيلين أو العنقوديات الذهبية المقاومة للمثيسلين (بالإنجليزية: Methicillin-resistant Staphylococcus aureus)‏ هي بكتيريا تدعى بالعنقوديات الذهبية غير أنّها غير حسّاسة للميثيسيلين. المكورات الذهبية المقاومة للمثسلين (بالإنجليزية) MRSA (مرسا): تصيب الجلد بشكل عام حيث تتشكل الأعراض المرافق لها على شكل دمل وقيح جلدي، وتعد هذه العدوى مقاومة لكثير من المضادات الحيوية، بما في ذلك الميثيسيلين بعض الأحيان وتنتقل أيضًا عن طريق المصافحة واللمس. يمكن أن تنتقل العدوى من أي شخص مصاب إلى أي فرد خارج المستشفيات ويعتبر الأطفال هم الأكثر عرضة لانتقال العدوى بتلك الإصابة أكثر من الكبار.

## التاريخ
وجدت المكورات الذهبية المقاومة للمثسلين MRSA لأوّل مرّة في بريطانيا عام 1961م. وتُعد هذه المكورات مقاومة للبنسلين، المثسلين، التتراسايكلن، والإرثرومايسن. يعتبر حالياً الفانكومايسن المضاد الحيوي الوحيد ذو فعالية  (يستطيع مقاومة) المكورات الذهبية. مع أنه وجد في اليابان أن الفانكومايسن لم يستطع مقاومة نوع من المكورات الذهبية المقاومة للميثيسيلين.

## الأسباب
السبب الرئيسي للإصابة بهذه العدوى هو جرثومة العنقوديات الذهبية المقاومة للمثسلين تتغير بسرعة. يوجد نسيلتين من المكورات الذهبية المقاومة للمثسلين بالولايات المتحدة الأمريكية، هذان النسيلتين هما USA400 (فصيلةMW2، سلالةST1) وUSA300 وتعتبران مسؤولتين عن الأمراض المتفشية بالمجتمع.النسيلتين في غالب الأحيان تحتويان على جينات بانتون-فالونتاين لوكوسيدين (PVL) كما تعلّق وجود هذين النّسيلتين بالعدوى المرتبطة بالجلد والأنسجة الرخوة. تمّ تسجيل حالات أوبئة عدوى العنقوديات الذهبية المقاومة للميثيسيلين المتفشية بالمجتمع في السجون، عند الفرق الرياضية، القوات العسكرية، الأطفال المولودين حديثا بديار الحضانة والمثليين..
في عام 2009 تم اكتشاف مضاد حيوي جديد في تركيا، والذي تفرزه بكتيريا خيطية تم احتوائها من تربة محيطة بجذور نباتات ذات الفلقة ولكن هذا الاكتشاف ما زال قيد الدراسة.

## الأعراض
يوجد نوعان للأعراض بهذا المرض:
 الأول: حيث يكون المريض مصاب بعدوى والأعراض ظاهرة عليه مثل ظهور البثور أو التقرح على الجلد.
الثاني: يكون في المريض حاملًا للجرثومة ولكن لا تظهر عليه أي أعراض بشكل يمكن ملاحظته ولكن يظل حاملًا للجرثومة في الجلد أو في الأنف. 
والأعراض تكون عادة تبدأ من الجلد حيث تبدأ بعض النتوءات في الظهور وهي حمراء صغيرة، امتلاء المكان المصاب بالقيح والحويصلات الذي يصاحبه آلام شديدة. بعد انتقال العنقوديات إلى أجزاء أعمق من الأنسجة تبدا أعراض أكثر شدة في الظهور منها الحمى، القشعريرة، الصداع، طفح جلدي، ألم في المفاصل، ضيق جزئي في التنفس.